# عصمت يلماز
عصمت يلماز (بالتركية: İsmet Yılmaz)‏ (مواليد 10 ديسمبر، 1961 جورون) مهندس و محامي وسياسي تركي. كان وزيراً للدفاع الوطني منذ 2011. قبل توليه هذا المنصب، كان مستشارًا قانونيًا وسياسيًا ومهندسًا ميكانيكيًا ووزيرًا للنقل. أصبح رئيسًا للبرلمان التركي بعد الانتخابات التشريعية عام 2015، حيث تنافس في جولة رابعة مع مرشح حزب الشعب الجمهوري دنيز بايقال، وحصل على 258 صوتًا مقابل 182 لبيقال. أصبح رئيساً للبرلمان التركي في الفترة ما بين 1 يوليو 2015 إلى 17 نوفمبر 2015، وقبل هذا عمل وزيراً للدفاع. في 24 نوفمبر 2015 عيّن مرة أخرى وزيرًا للدفاع الوطني في الحكومة التركية الرابعة والستون. ثم شغل منصب وزير التربية الوطنية بين 2016-2018 في الحكومة التركية الخامسة والستين التي أنشأها بن علي يلدريم.

## حياته
انهي تعليمه الذي استمر 4 سنوات سنة 1982 من كلية البحرية قسم الاجهزة بجامعة إسطنبول التقنية وفي سنة 1987 قد انهي تعليمه أيضا من كلية الحقوق بجامعة إسطنبول. ثم حصل علي درجة الماجستير من الجامعة البحرية العالمية في مدينة مالمو بالسويد في مجال الإدارة الفنية في تشغيل السفن.و حصل علي درجة الليسانس سنة 2002 في مجال الحقوق الخاصة من معهد العلوم الاجتماعية فرع العلم الرئيسي للحقوق الخاصة بجامعة مرمرة. عمل لمدة 20 سنة في القطاع البحري كمهندس ومحامي مستشار في الشركات العامة والخاصة. ومنذ تاريخ 31 ديسمبر 2002 الي 8 مايو 2007 عمل كمستشار في وزارة البحرية.
وفقا للمادة رقم 114 من الدستور التركي أصبح وزيرا محايدا للنقل قبل الانتخابات التركية العامة التي اقيمت في 27 يوليو عام 2007 . ومن ثَم اعتبارا من 31 أكتوبر 2007 عمل كمستشار في وزاره الثقافة والسياحة. وقد دخل البرلمان التركي الرابع والعشرين كنائب شعب لمدينة السيفاس. وعين في الفترة الثالثة لحزب العدالة و التنمية في وزارة الدفاع الوطني بدلا من وجدي غونول. ثم تكرر دخوله مره اخري للبرلمان التركي الخامس و العشرين كنائب شعب لمدينة السيفاس.
في 26 يونيه لعام 2015 رشحه حزب العدالة و التنمية في انتخابات رئاسة البرلمان التركي التي اقيمت في 31 يونيه و 1 يوليو لعام 2015. وقد تم اختياره في 1 يوليو لعام 2015 في الجولة الرابعة للانتخابات لرئسة البرلمان السادس والعشرون.
متزوج ولديه ثلاثة أطفال.

## تصريحات
تعليقًا على أحداث الحرب العالمية الأولى وتعاون دول الحلفاء مع الأرمن ضد الدولة العثمانية، قال عصمت يلماز في 2015: